# Mulhall's Greatest Catch
Mulhall's Greatest Catch è un film muto del 1926 diretto da Harry Garson. La sceneggiatura di Jefferson Moffitt, adattata da Rex Taylor, si basa sull'omonima storia di Gerald Beaumont pubblicata il 18 ottobre 1925 su The Baltimore Sun. Prodotto dalla Harry Garson Productions, il film aveva come interpreti Lefty Flynn, Kathleen Myers, Henry Victor.

## Trama
Il vigile del fuoco Joe Mulhall e il poliziotto Otto Nelson sono in competizione tra loro, entrambi innamorati di Nora McCarron. Durante un incendio, Joe - dimostrando grande audacia - salva due donne dalle fiamme. Nelson, arrivato anche lui sul posto, cade addosso a Joe dal tetto, mettendolo fuori combattimento. Facendo anche lui un salvataggio, viene ritenuto dai giornali l'eroe della giornata, prendendosi lui il merito anche degli atti eroici di Joe e guadagnando in questo modo dei punti con Nora. Joe poi invita la ragazza al Ballo dei Pompieri e della Polizia ma, arrivato in ritardo all'appuntamento, scopre che lei se ne è già andata via in compagnia del suo rivale. Al ballo, poi, Joe si scredita ulteriormente rovesciando i rinfreschi addosso al sindaco e al commissario. Nora si dispiace per lui e, quella notte, comunica con lui dalla finestra. Ma due ladri, penetrati nell'ufficio di suo padre per rapinarlo, la prendono prigioniera. Nelson, che sta indagando, viene preso, picchiato e lasciato a terra incosciente. I ladri, che si accingono a fare saltare la cassaforte dell'ufficio, sorpresi da Joe, sono sopraffatti dal coraggioso pompiere che, così, vince anche la sfida con il poliziotto, conquistando definitivamente Nora.

## Produzione
La lavorazione del film, prodotto dalla Harry Garson Productions, iniziò a metà 1926.

## Distribuzione
Il copyright del film, richiesto dalla R-C Pictures Corp., fu registrato il 28 giugno 1926 con il numero LP22846.

Distribuito dalla Film Booking Offices of America, il film uscì nelle sale statunitensi il 4 luglio 1926. Nel Regno Unito, distribuito dalla Film Distributors, fu presentato a Londra il 18 novembre 1926 con il titolo When Heroes Love. In Brasile, prese quello di Namoro Acidentado.